# Primula giraldiana
Primula giraldiana är en viveväxtart som beskrevs av Ferdinand Albin Pax. Primula giraldiana ingår i släktet vivor, och familjen viveväxter. Inga underarter finns listade i Catalogue of Life.